# Orquestra Sinfônica Carlos Gomes
A Orquestra Sinfônica Carlos Gomes é uma orquestra brasileira fundada em 2009 e, desde então, tem sido regida pelo maestro Ricardo Rossetto Mielli e leva o nome em tributo ao principal compositor do Brasil no século XIX, Antônio Carlos Gomes (1836-1896).

## Formação
Desde sua criação, seu maestro tem sido Ricardo Rossetto Mielli, bacharel em Composição e Regência (1996) e Bacharel em Piano (2000) pelo tradicional Conservatório Dramático e Musical de São Paulo. Além do maestro, a orquestra conta com tem 49 músicos: 14 violinos, duas violas, sete violoncelos, dois contrabaixos, quatro flautas, um oboé, dois clarinetes, três saxofones, cinco trompetes, três trombones, uma trompa, uma tuba e quatro instrumentos de percussão.